# Mussaenda
Муссенда, троянда Бангкоку (Mussaenda) — рід вічнозелених рослин родини маренові (Rubiaceae).

## Будова
Вічнозелений чагарник або невелике дерево, що зустрічається у природі до 3-10 метрів. Має красиві декоративні чашолистки, що оточують дрібні квіточки, зібрані у великі китиці. Має тривалий час цвітіння, у сприятливих умовах квітне цілий рік.

## Поширення та середовище існування
Походять з Південно-східної Азії, Західної Африки.
Рослина любить знаходиться як на сонці, так і в півтіні. Муссенда може втратити своє листя при низькій температурі і в сухому ґрунті. Ґрунт має бути пухким, поживним, збагаченим органікою, з хорошим дренажем.

## Практичне застосування
Вирощуються людьми через декоративний вигляд. Існує багато штучно вирощених сортів, що мають різне забарвлення чашолистків та квіток.

## На марках
Зображення Mussaenda isertiana надруковане на поштовій марці Ліберії 1955 року.

## Класифікація
Містить 194 видів. серед яких:
- Mussaenda acuminata
- Mussaenda afzelii
- Mussaenda arcuata
- Mussaenda divaricata
- Mussaenda elegans
- Mussaenda erythrophylla
- Mussaenda flava
- Mussaenda frondosa
- Mussaenda incana
- Mussaenda landia
- Mussaenda longiflorum
- Mussaenda luteola
- Mussaenda macrophylla
- Mussaenda parviflora
- Mussaenda philippica
- Mussaenda pilosissima
- Mussaenda pubescens
- Mussaenda roxburghii
- Mussaenda rufinervia
- Mussaenda samana
- Mussaenda scratchleyi
- Mussaenda treutleri
- Mussaenda tristigmatica
- Mussaenda villosa
- Mussaenda zollingeriana

## Gallery

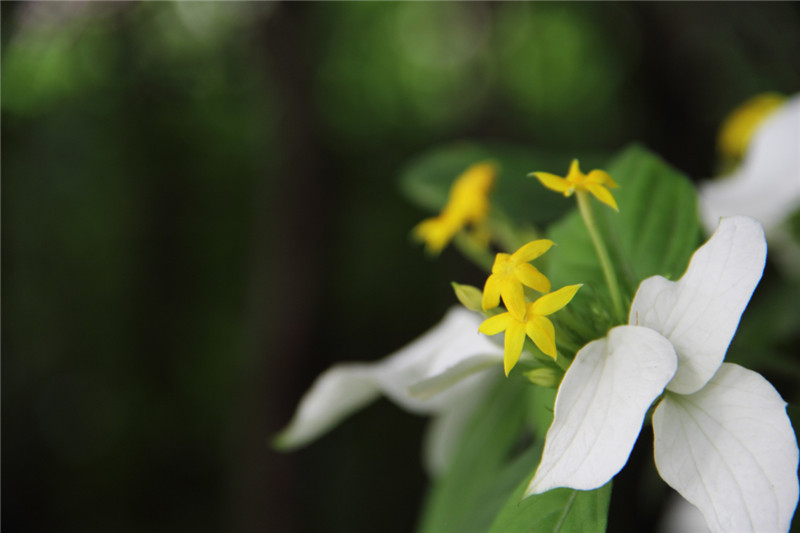
Mussaenda pubescens в Китаї
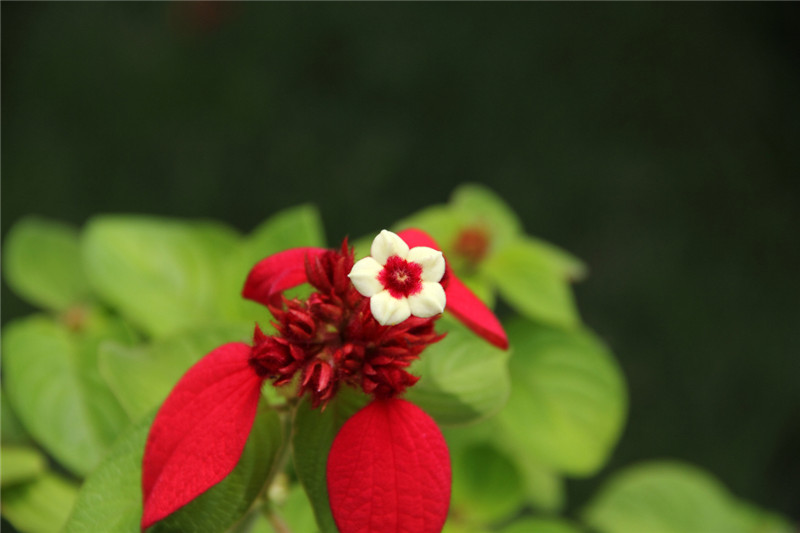
Mussaenda erythrophylla в Китаї
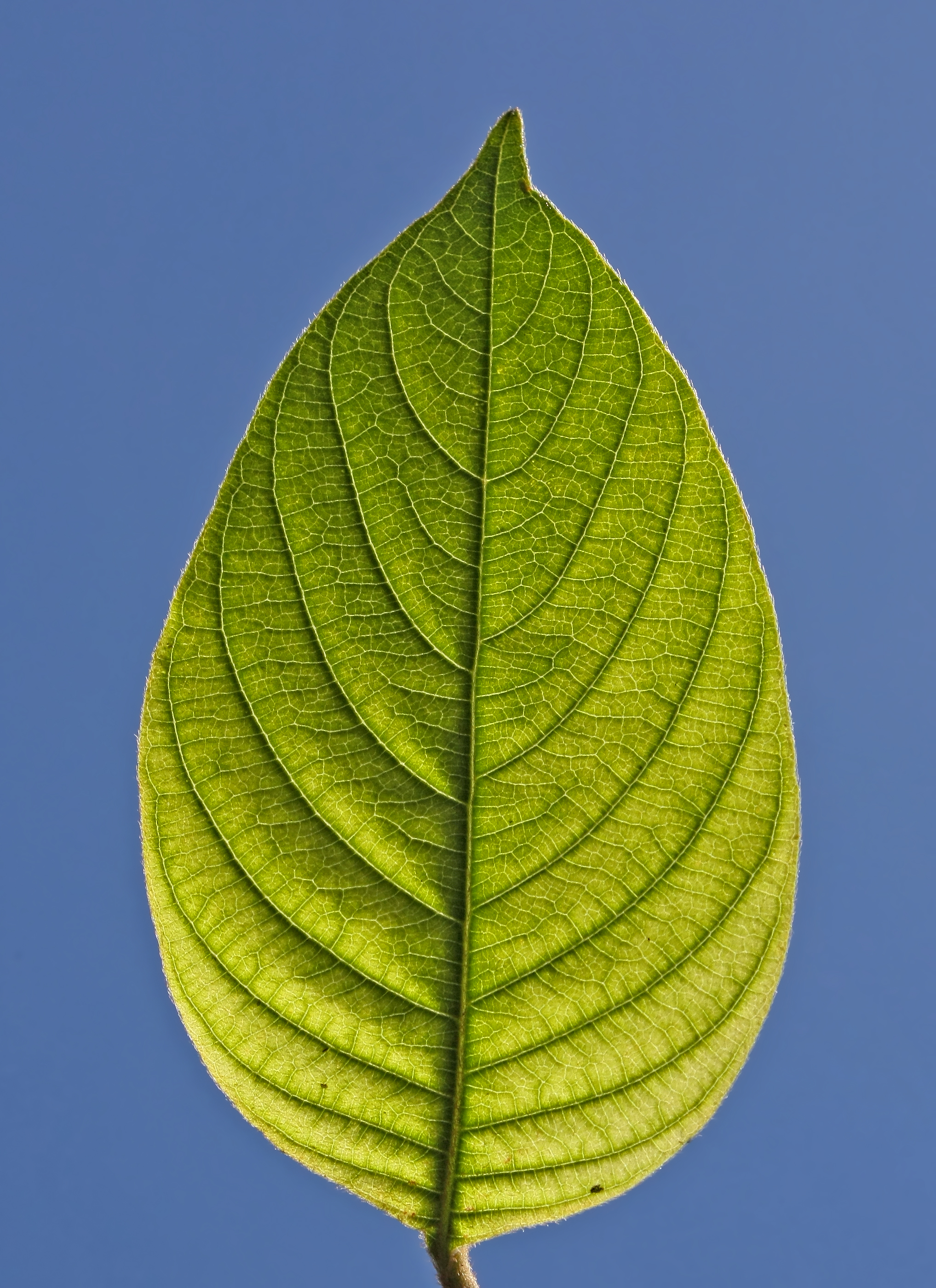
Листя Mussaenda philippica
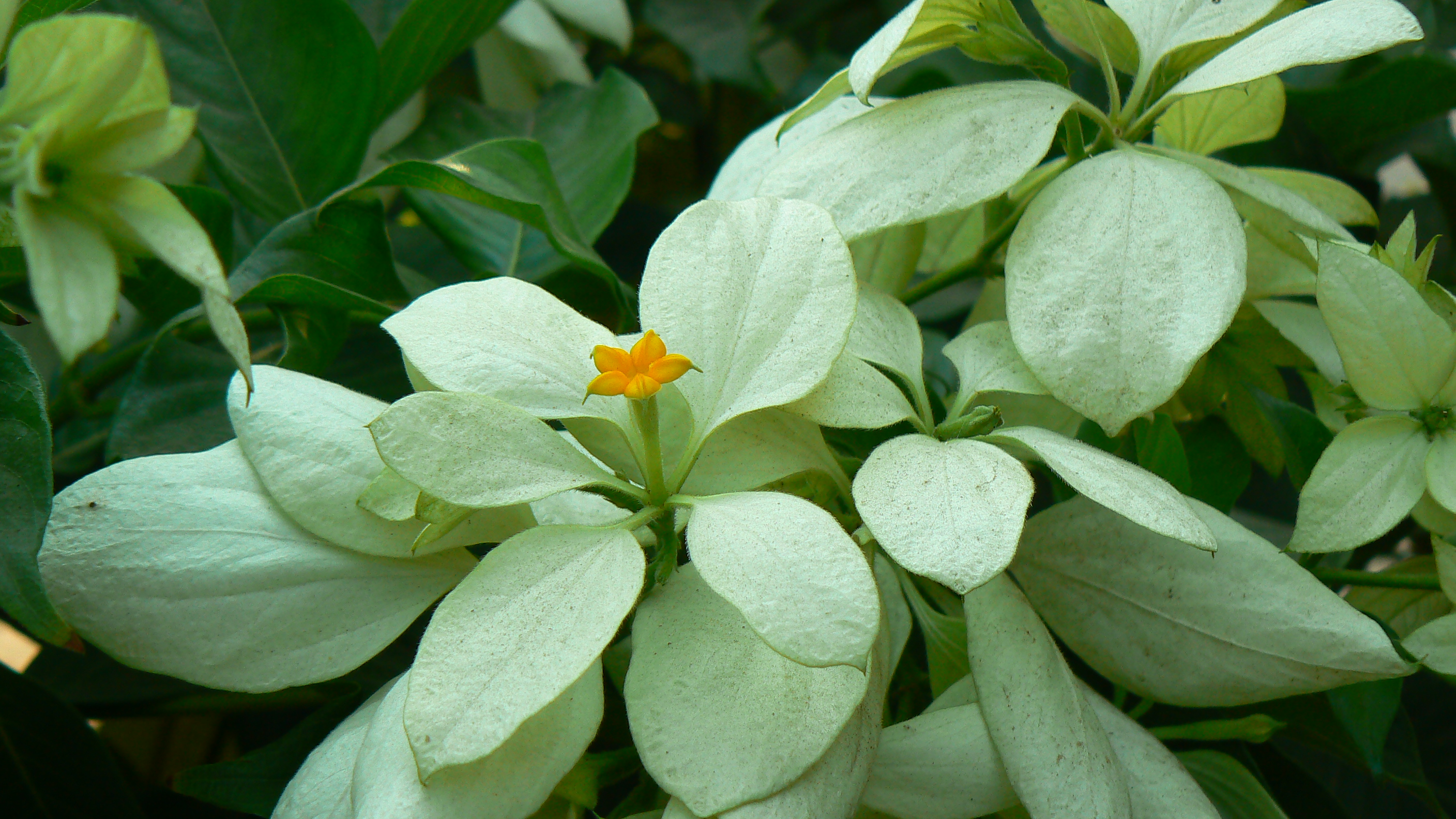
Квіти Mussaenda philippica
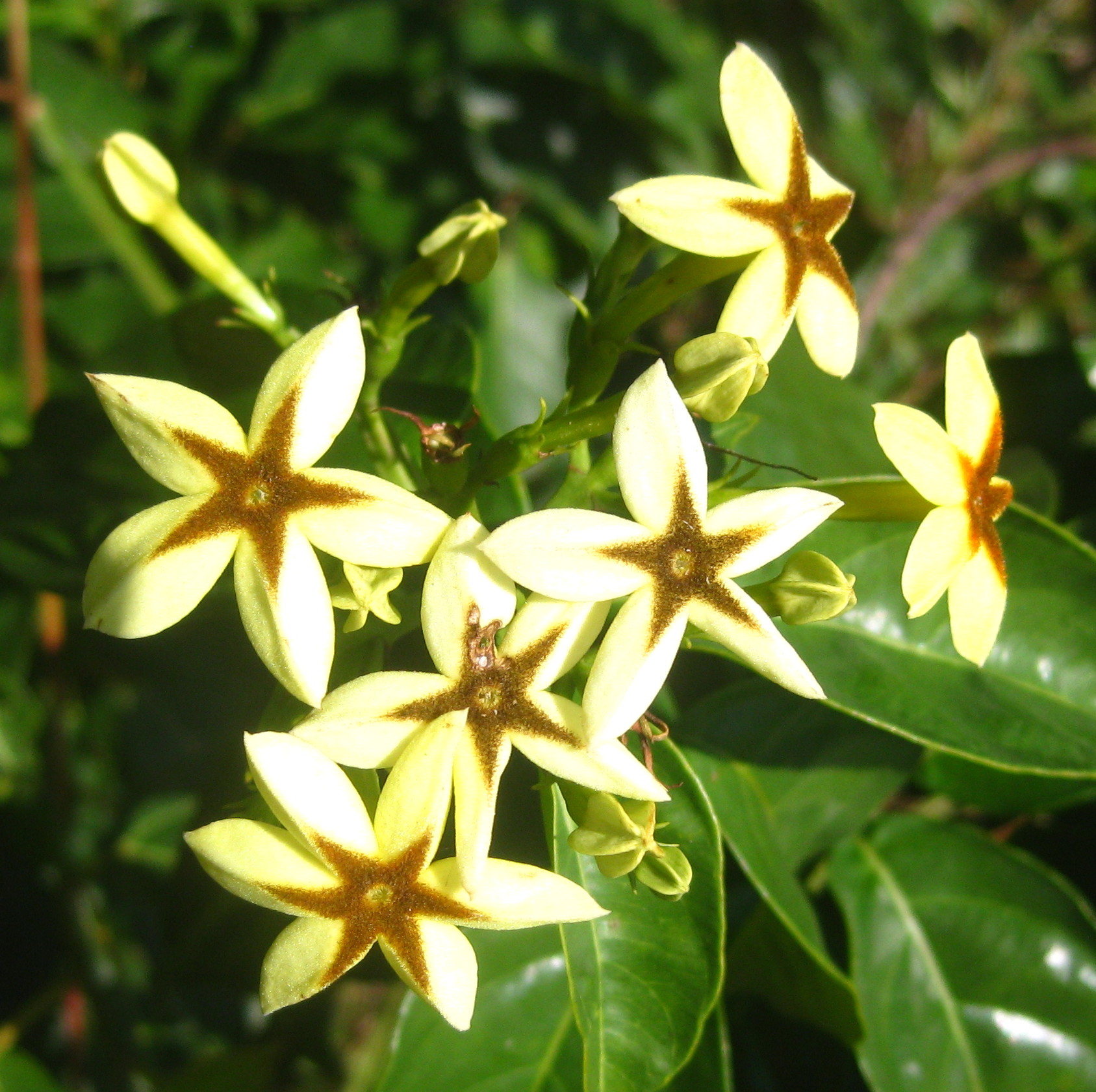
Mussaenda arcuata з Мозамбіку
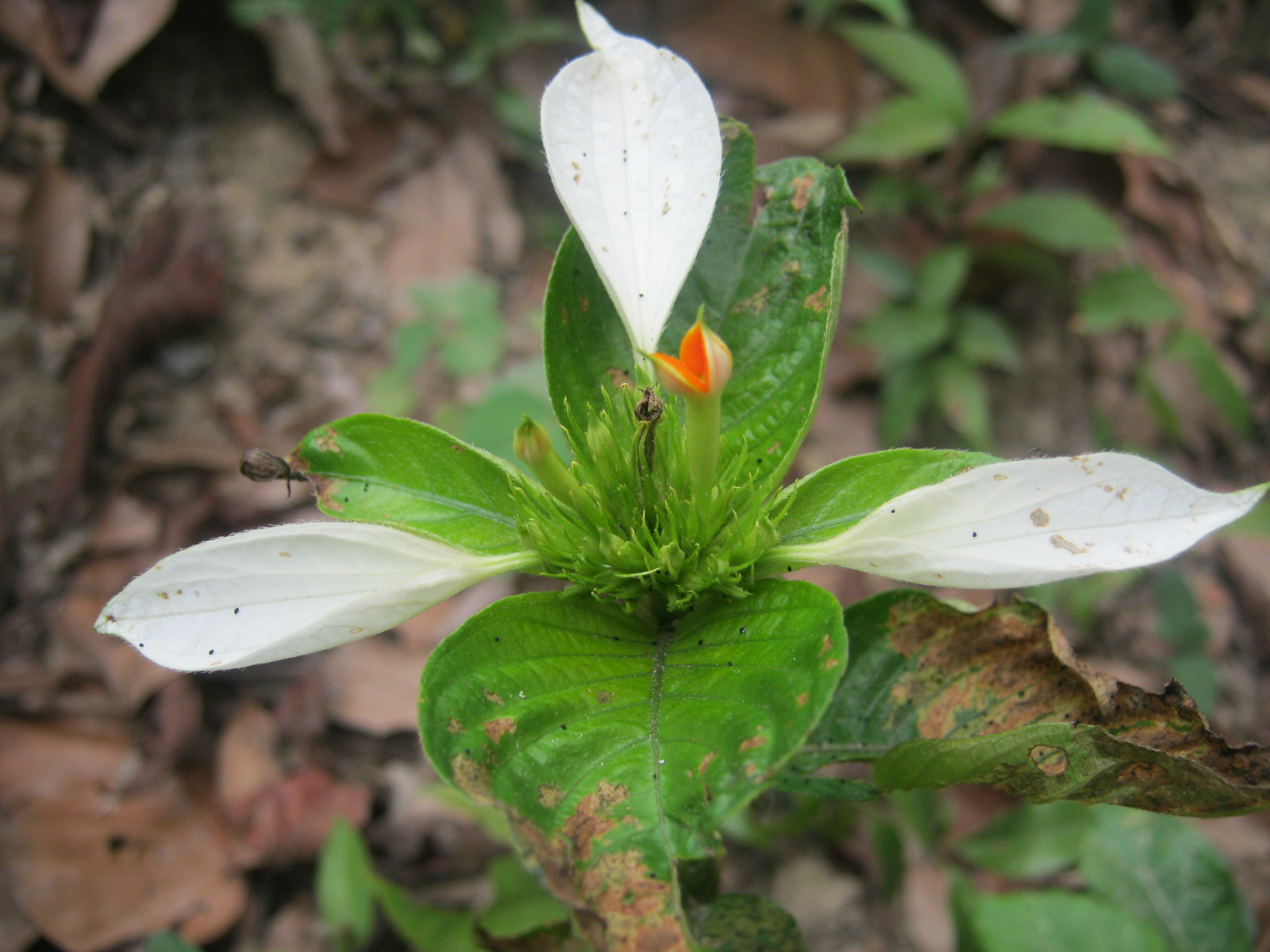
Mussaenda macrophylla